# Kommunistische Kring Breda
De Kommunistische Kring Breda (marxistisch-leninistisch), afgekort KKB(ml) was een communistische groep uit Breda die bestond van 1972 tot 1978. De KKB(ml) was opgericht in augustus 1972 door een aantal leden van de KEN uit Noord-Brabant uit onvrede met de gedwongen verhuizing naar Rotterdam die hun was opgelegd door de nieuwe partijleiding. 
In 1978 fuseerde de KBB(ml) met de Bond van Nederlandse Marxisten-Leninisten en de Kommunistische Arbeidersorganisatie tot de Kommunistiese Arbeiders Organisatie (marxisties-leninisties).